# Haus Perez de Maluenda

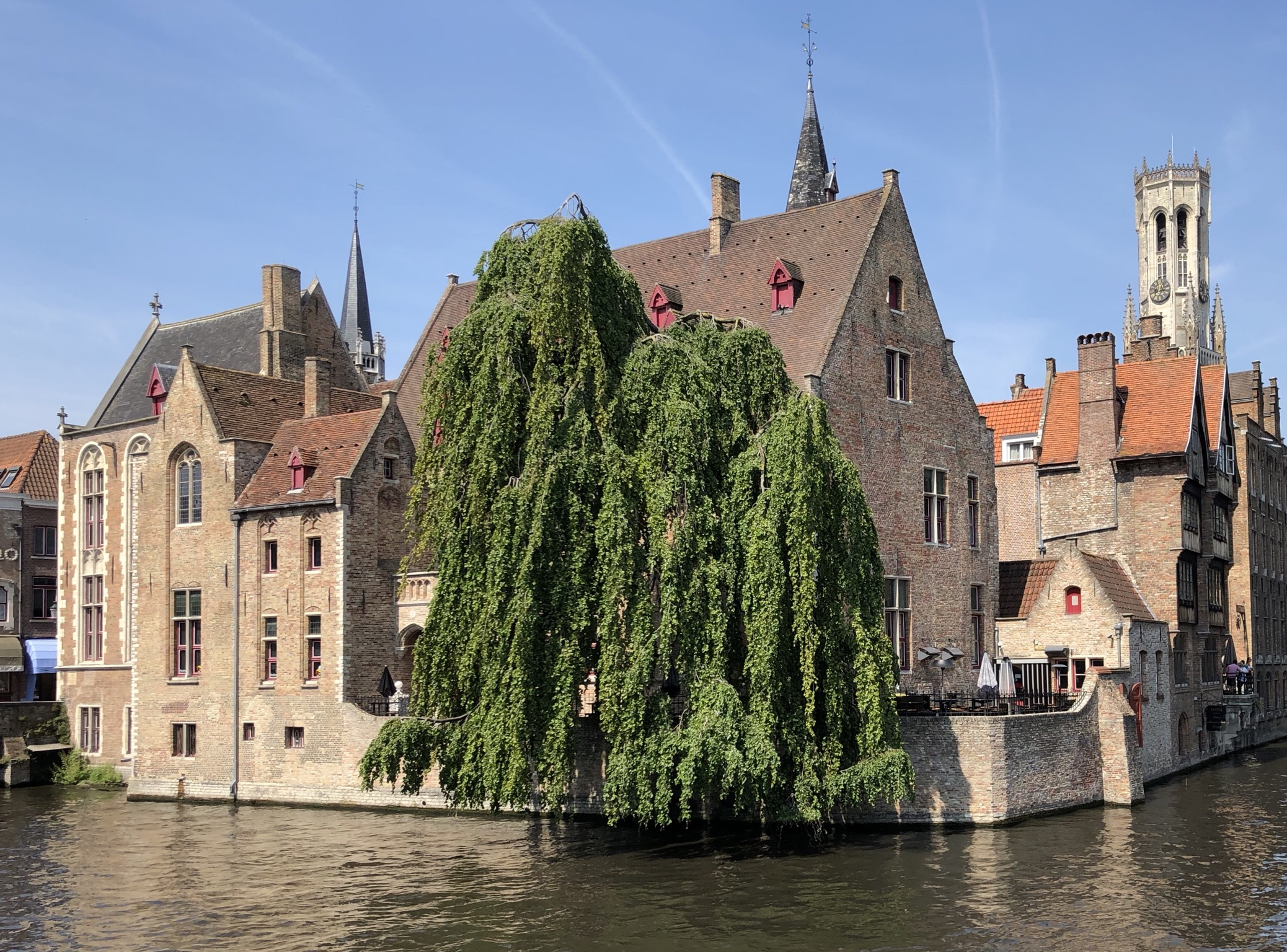
Haus Perez de Maluenda, 2019

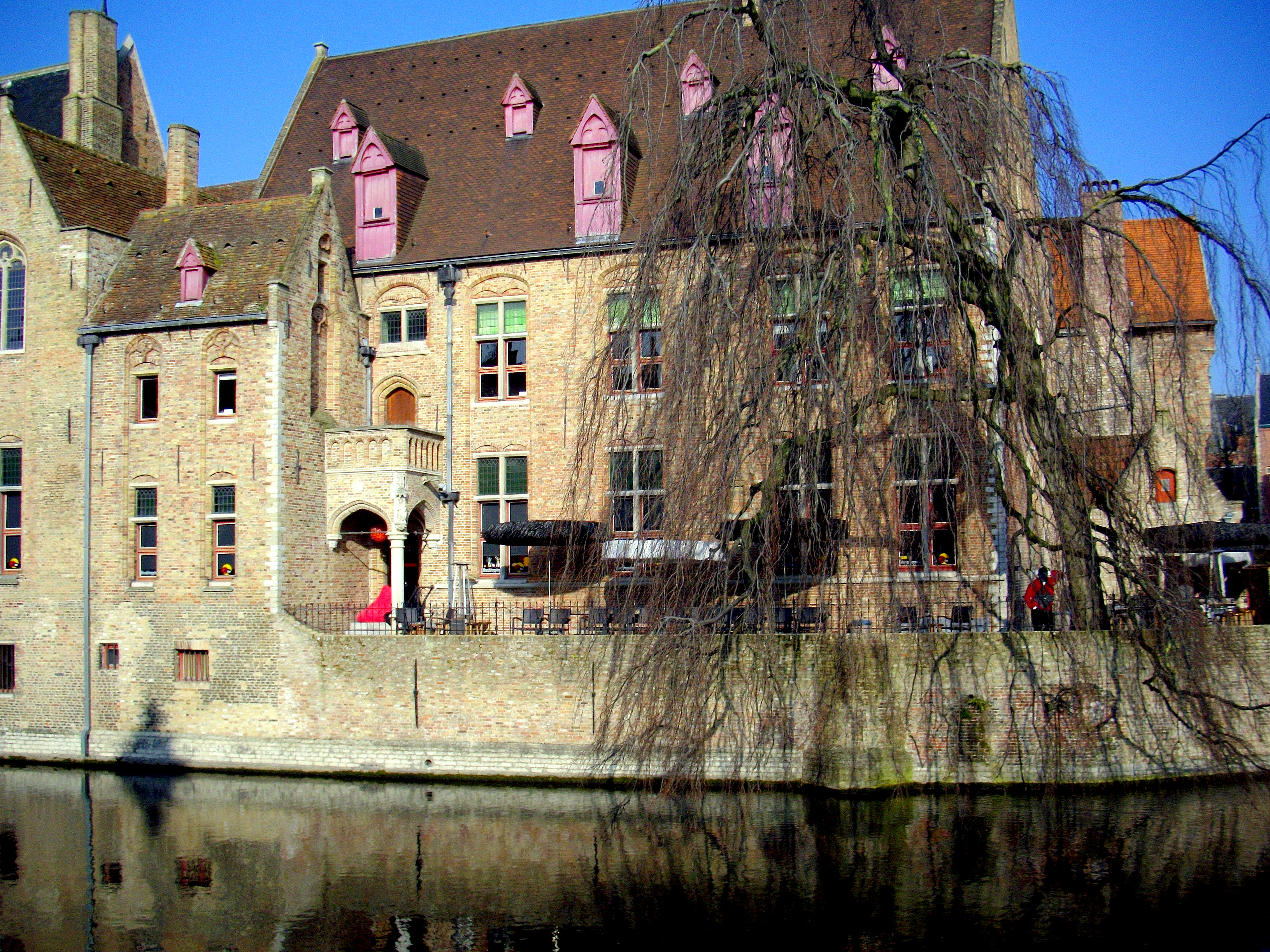
März 2011

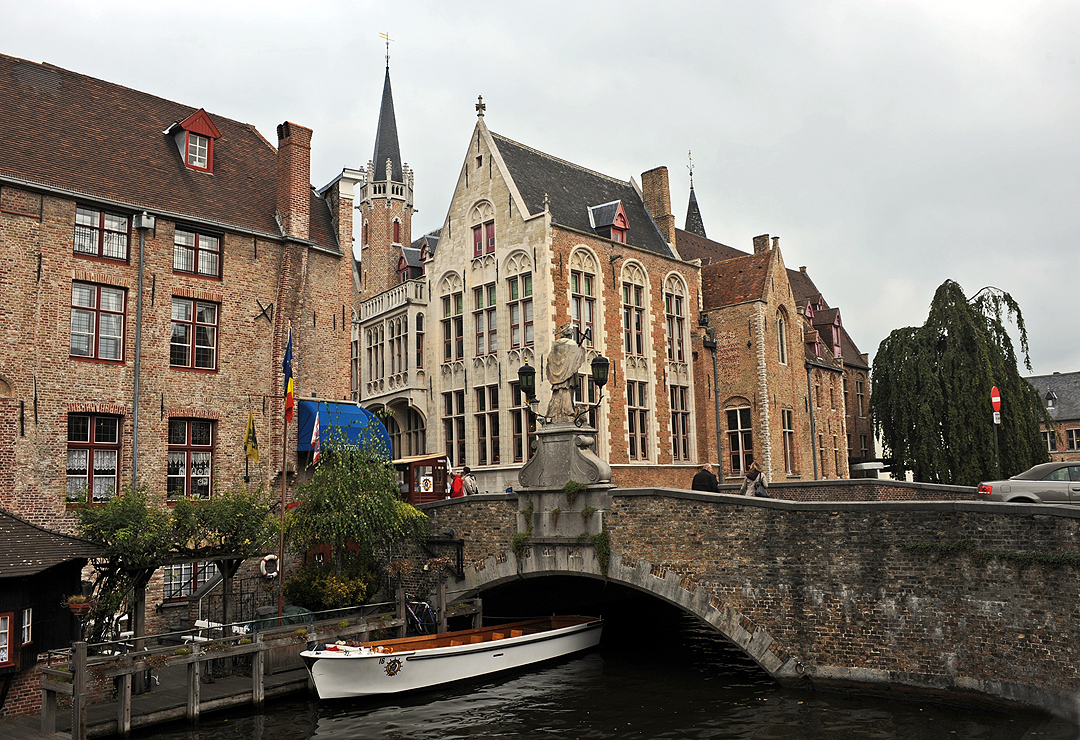
Blick über die Nepomukbrücke, 2009

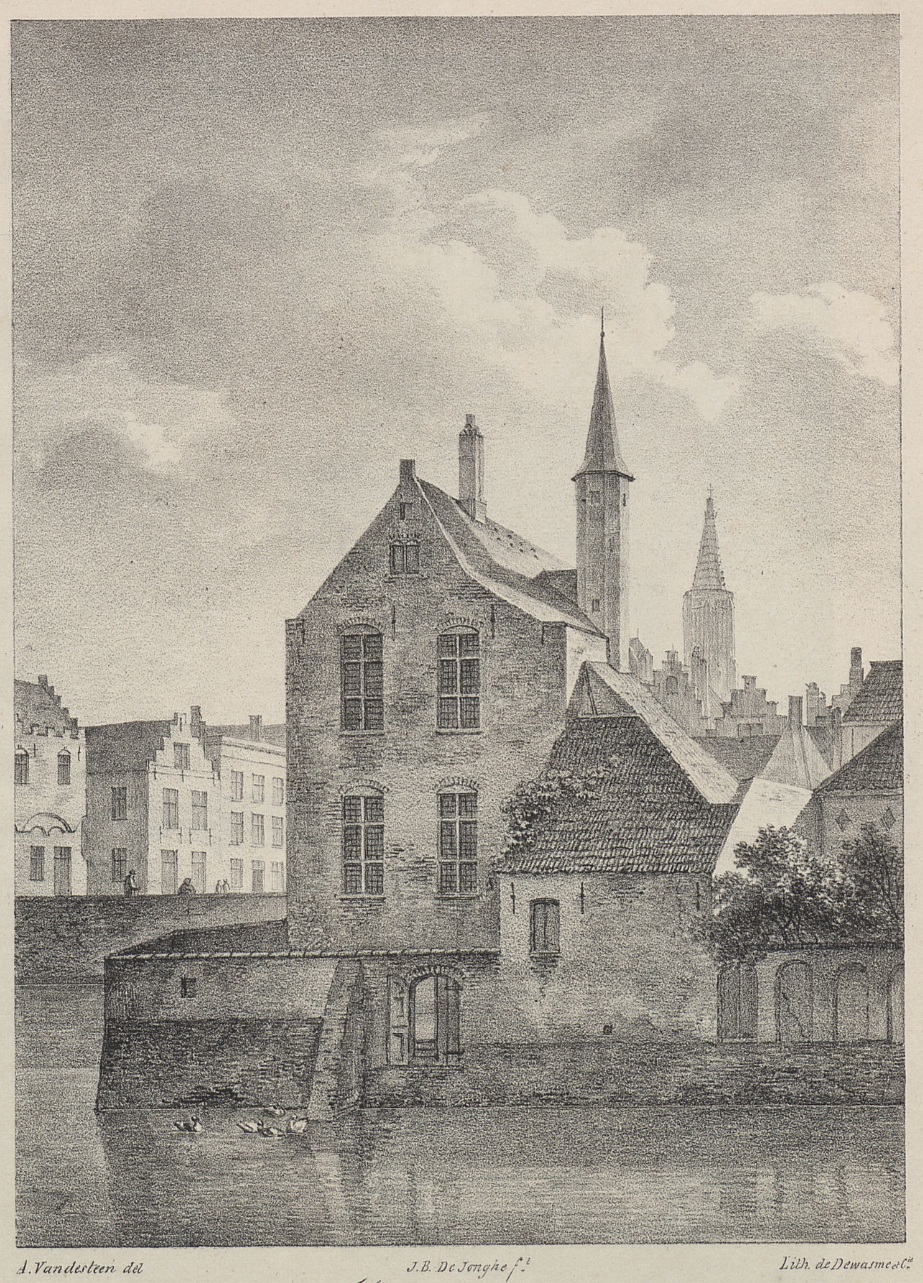
Historische Ansicht, Blick von Norden

Das Haus Perez de Maluenda (niederländisch Huis Perez de Malvenda) ist ein denkmalgeschütztes Haus in Brügge in Belgien.

## Lage
Das Gebäude befindet sich auf der nordöstlichen Seite der Wollestraat im südlichen Teil der Altstadt von Brügge, an der Adresse Wollestraat 53. Auf zwei Seiten ist das Haus vom Kanal Dijver umgeben, so dass es sich in einer markanten Ecklage befindet. Direkt südwestlich des Hauses überspannt die Nepomukbrücke den Kanal.

## Geschichte
Das Haus wurde im 15./16. Jahrhundert im Stil der Spätgotik errichtet. Für die straßenseitige Fassade kam neben Ziegelsteinen insbesondere auch Sandstein zum Einsatz. Der teurere Naturstein war ein Hinweis auf die Wohlhabenheit des Eigentümers. Das Gebäude diente zumindest 1578 als Wohnhaus des Brügger Bürgermeisters und spanischen Edelmanns Perez de Maluenda, woraus sich der Name des Hauses ableitet. Während des Spanisch-Niederländischen Kriegs wurde im Haus die Reliquie des Heiligen Blutes der Heilig-Blut-Basilika versteckt.
Im Jahr 1823 erhielt das gotische Torhaus eine Fassade im Stil des Klassizismus, 1878 erfolgte ein neuerlicher Umbau im Stil des Neogotik. 1906 fanden Renovierungs- und Verschönerungsarbeiten nach einem Entwurf des Brügger Architekten J. Viérin statt. Dabei wurden auch Fensteröffnungen verändert. Alex Gillès de Pélichy beauftragte Viérin 1914 mit weiteren Restaurierungsarbeiten. Ein Vorschlag zur Restaurierung eines Gartenpavillons aus dem 18. Jahrhundert wurde nicht umgesetzt. Er wurde stattdessen durch einen neogotischen Neubau ersetzt. Zum Garten hin erfolgte der Anbau eines Pavillons. An diesem Gebäude befindet sich eine Madonnenstatue mit dem Wappen von Alex Gillès de Pélichy. Auch der Hauseingang erhielt eine neogotische Gestaltung. Außerdem entstand eine Hauskapelle.
Das Gebäude ist seit dem 9. Juli 1974 als Denkmal ausgewiesen und wird seit dem 14. September 2009 als architektonisches Erbe geführt.

## Architektur
Der dicht bebaute vielfältige Komplex besteht aus zwei Hauptflügeln, die durch die Hauskapelle verbunden sind. Die Häuser sind mit steilen Satteldächern bedeckt. 
Im straßenseitigen Torhaus befindet sich der Hauseingang. Er ist linksseitig angeordnet und als Tudorbogen im Stil der Neogotik gestaltet. Mittig oberhalb des Tores befindet sich ein Wappen. Unmittelbar rechts des Tores setzt ein schmaler polygonaler Turm an. Seine Basis ist mit einem Relief aus Blattmotiven und einer Wappendarstellung verziert. Die Fenster des Turms sind schlitzartig ausgeführt. Rechts des Turms befindet sich vor dem zweiten Obergeschoss ein auf Konsolen ruhender zweiachsiger Erker. Der Erker wird von einer Brüstung bekrönt, hinter der zwei Dachfenster angeordnet sind. Das Torhaus ist aus Backsteinen errichtet, die Laibungen von Fenstern und Tor sowie die üppigen Verzierungen sind jedoch aus Sandstein gefertigt. Im Gebäudeinneren ist unter anderem ein monumentaler neogotischer, mit Engelsdarstellungen verzierter Kamin bemerkenswert.
Auf der nordwestlichen Seite des hinteren Gebäudeflügels befindet sich ein polygonaler Treppenturm mit einer Wendeltreppe aus Naturstein. Er wird von einem Spitzdach bekrönt. Dieser große aus Backstein errichtete Flügel dominiert die Erscheinung des Anwesens über den Kanal. Im Inneren befinden sich mehrere gotische Kamine. Der Dachstuhl ist aus Eichenbalken gezimmert.